# Choeradodis
Choeradodis (лат.) — род насекомых из семейства настоящих богомолов. Ареал рода охватывает Центральную и Южную Америку от Мексики до Боливии и Бразилии. Также обитают в той же климатической зоне в Азии (Индия).

## Биология
В целях самозащиты эти насекомые мимикрируют под листья.

## Классификация
На июнь 2019 года в род включают 5 видов:
- Choeradodis columbica Beier, 1931 — Колумбия;
- Choeradodis rhombicollis (Latreille, 1833) — Центральная и Южная Америка от Мексики на севере ареала до Перу на юге и Французской Гвианы на востоке;
- Choeradodis rhomboidea (Stoll, 1813) — Южная Америка (Колумбия, Эквадор, Перу, Боливия, Бразилия, Французская Гвиана, Суринам);
- Choeradodis stalii Wood-Mason, 1880 — юг Центральной и север Южной Америки (Панама, Эквадор, Бразилия, Французская Гвиана);
- Choeradodis strumaria (Linnaeus, 1758)typus — Южная Америка (Колумбия, Перу, Суринам, Французская Гвиана).

## Фото

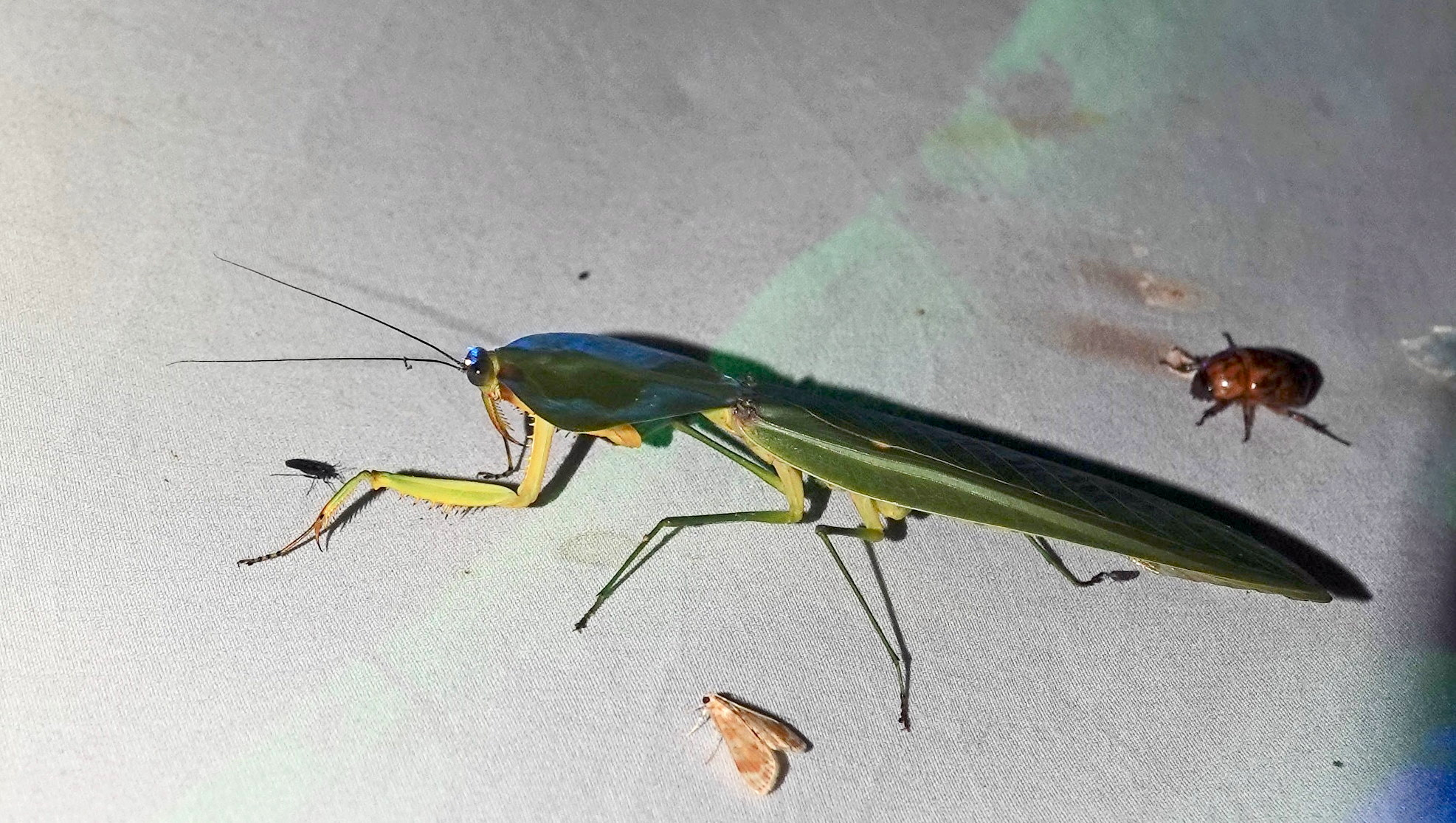
Choeradodis columbica (Перу)
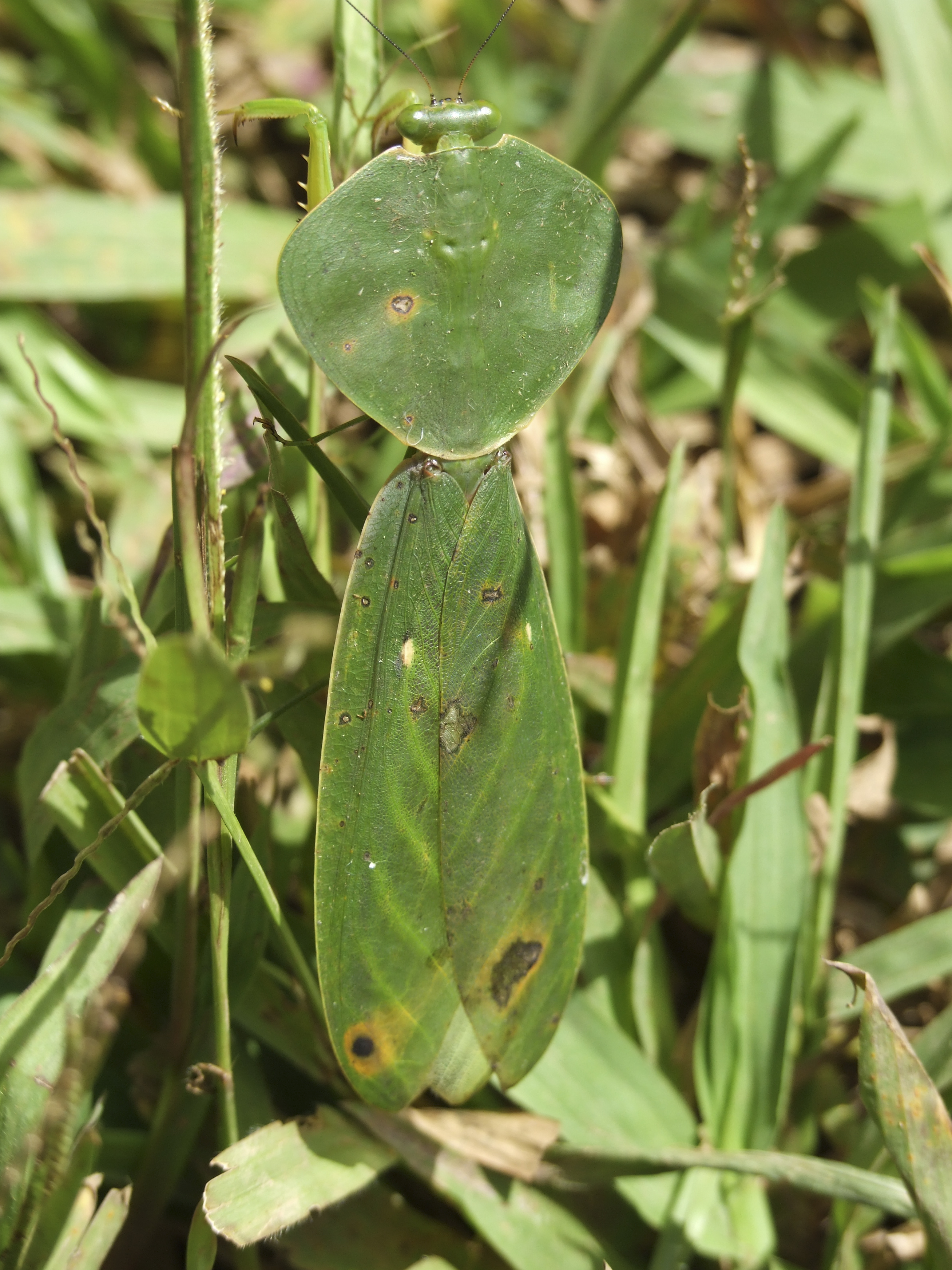
Choeradodis sp. (Коста-Рика)
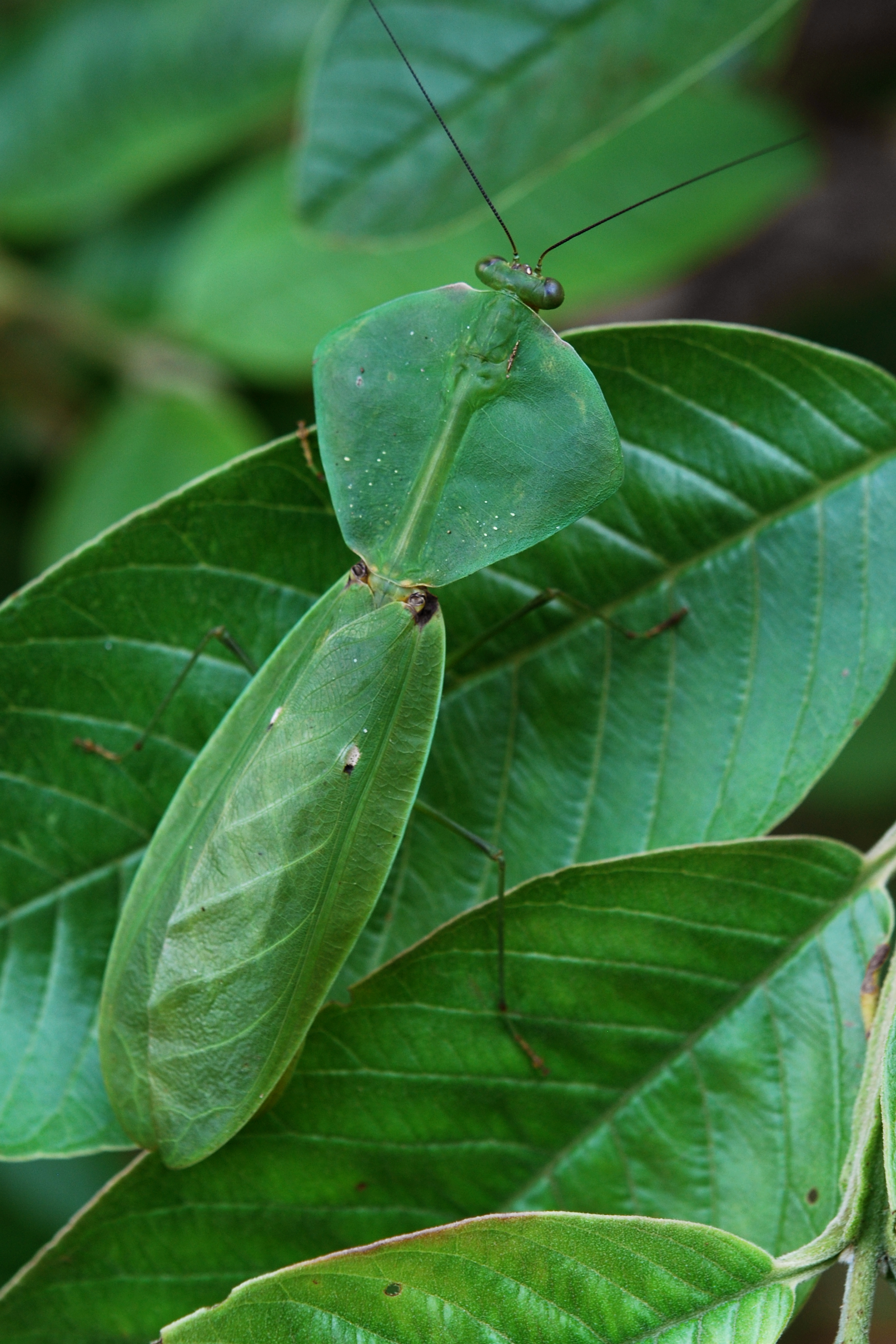
Choeradodis sp. (Эквадор)
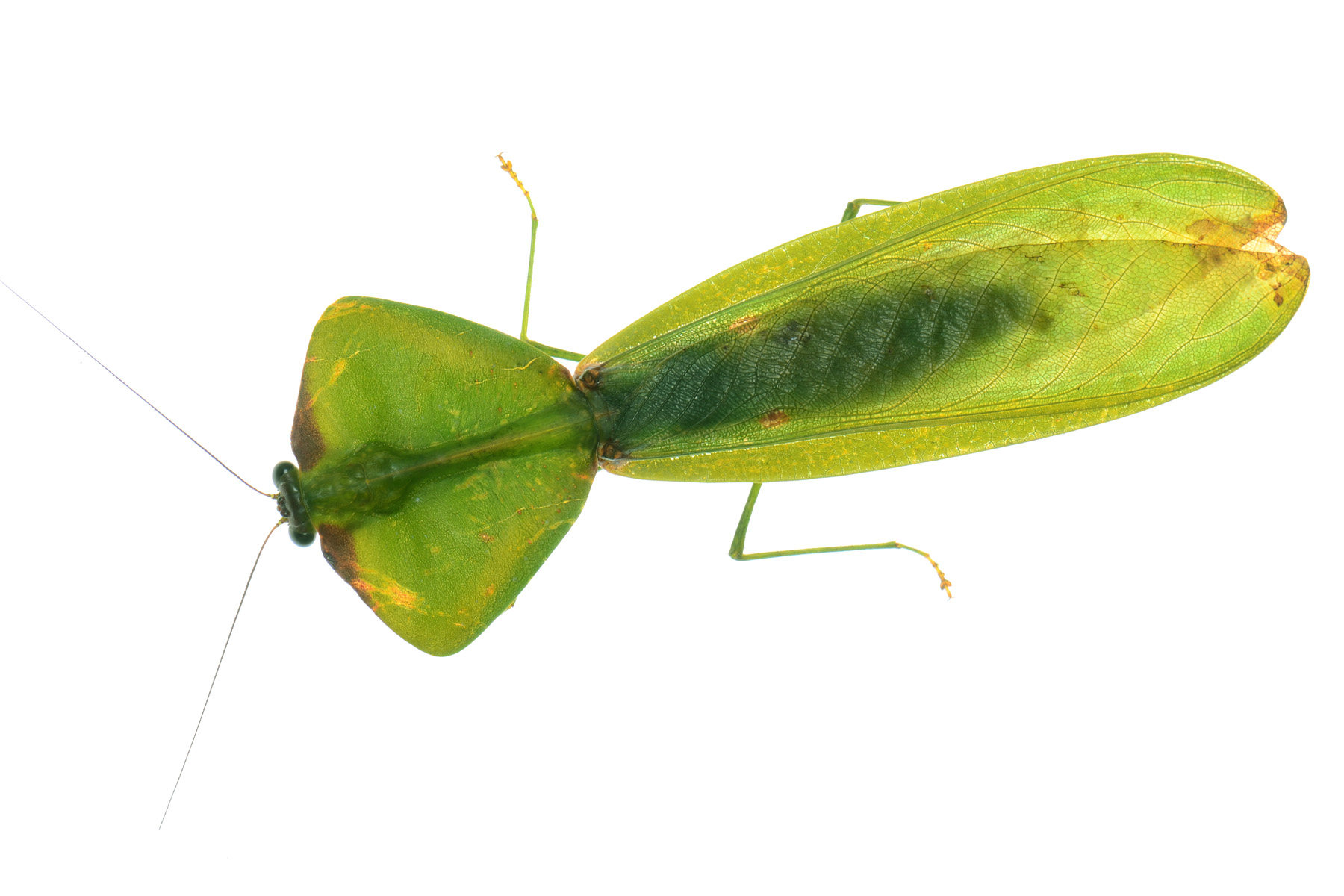
Choeradodis sp.
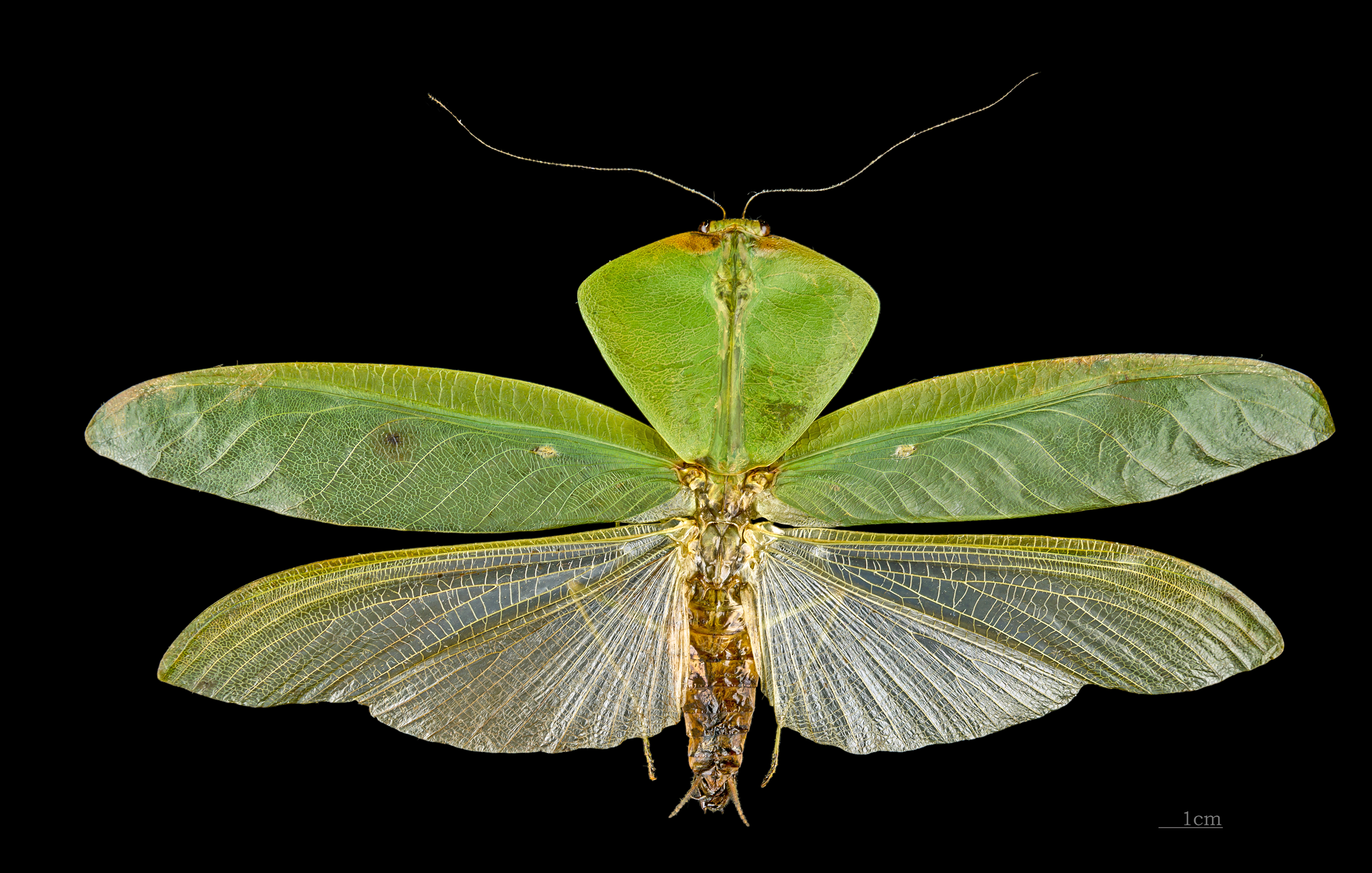
Ch. stalii ♂, спинная сторона (Эквадор)
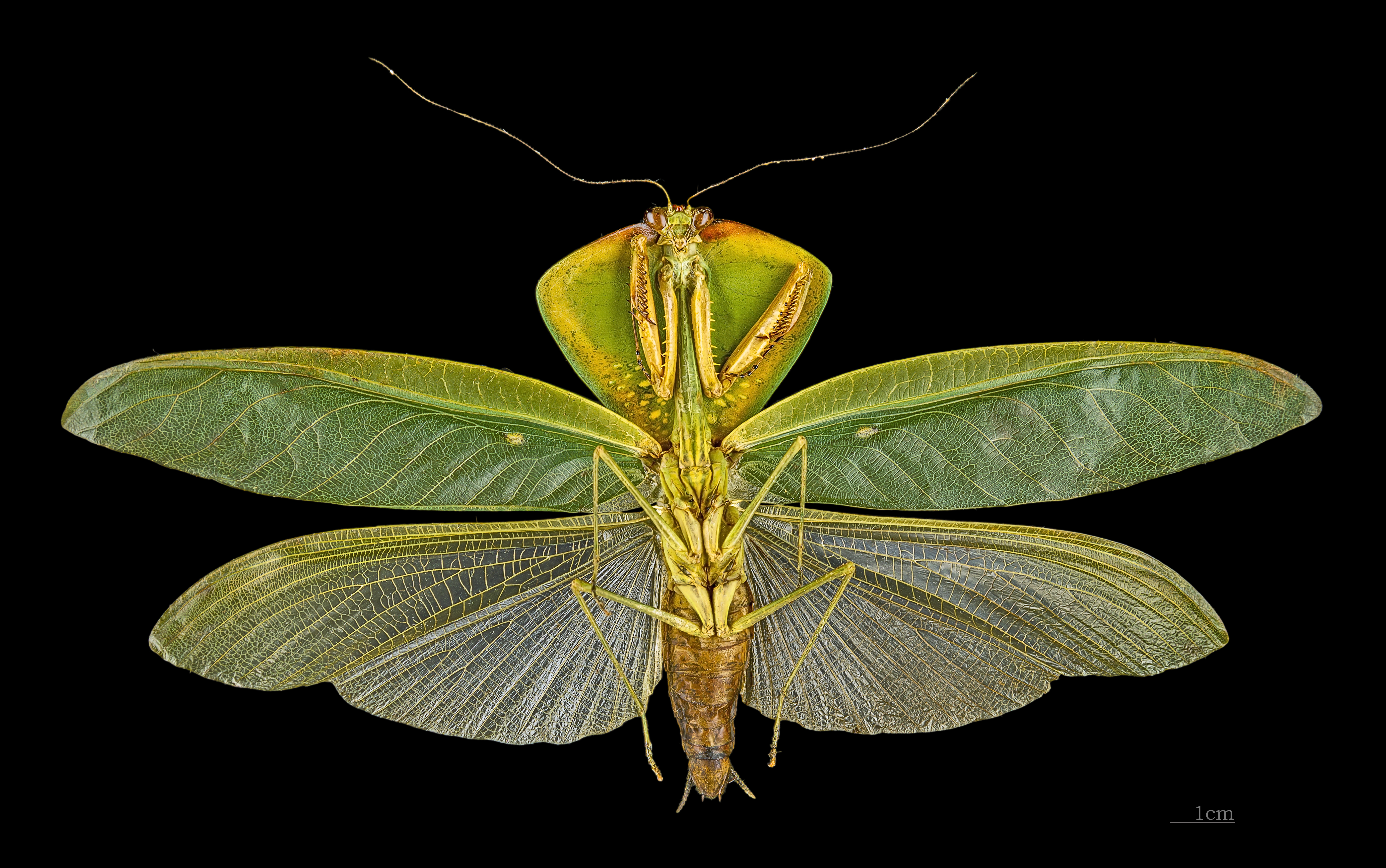
Ch. stalii ♂, брюшная сторона (Эквадор)
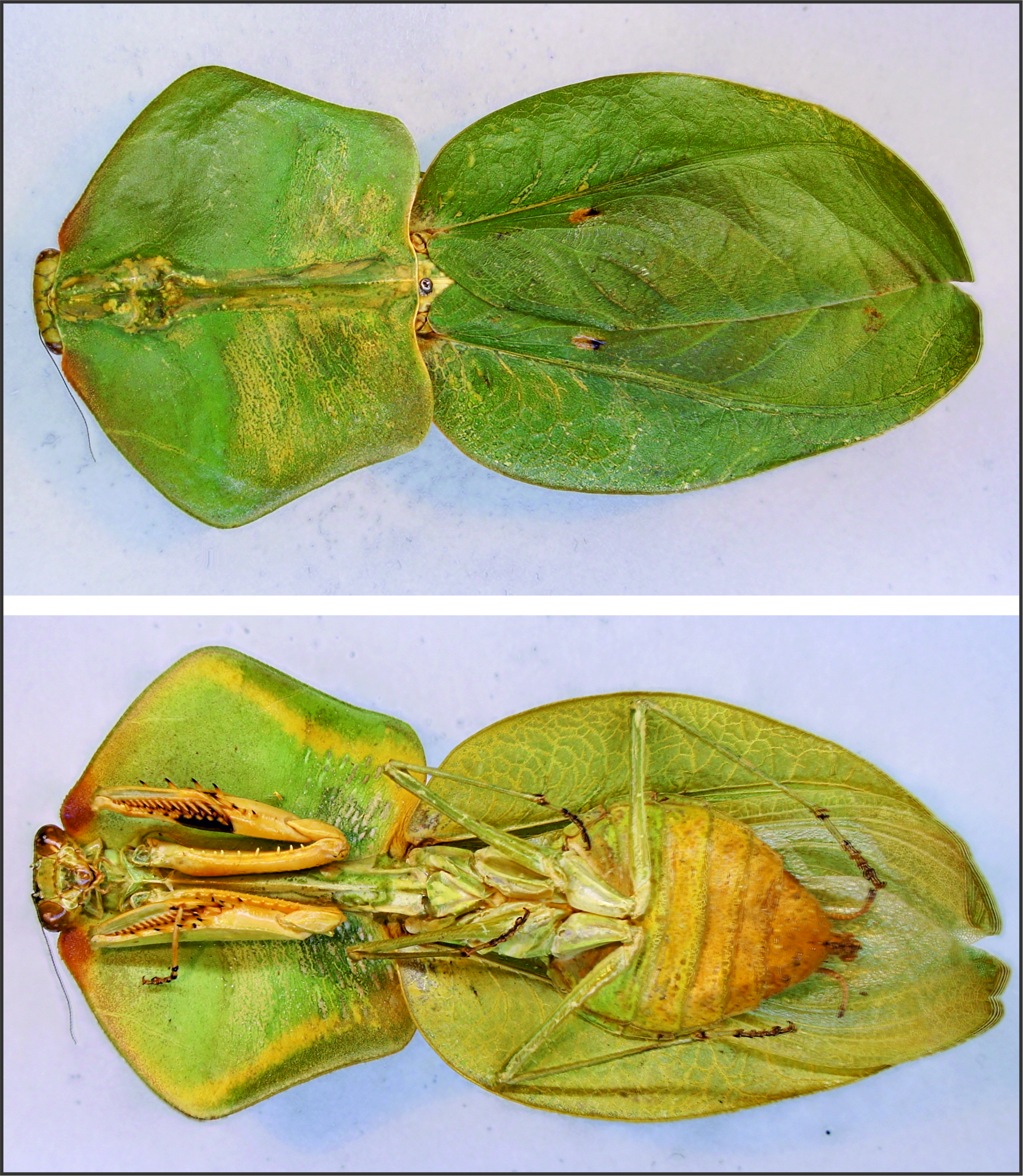
Choeradodis rhomboidea ♀ (Перу)
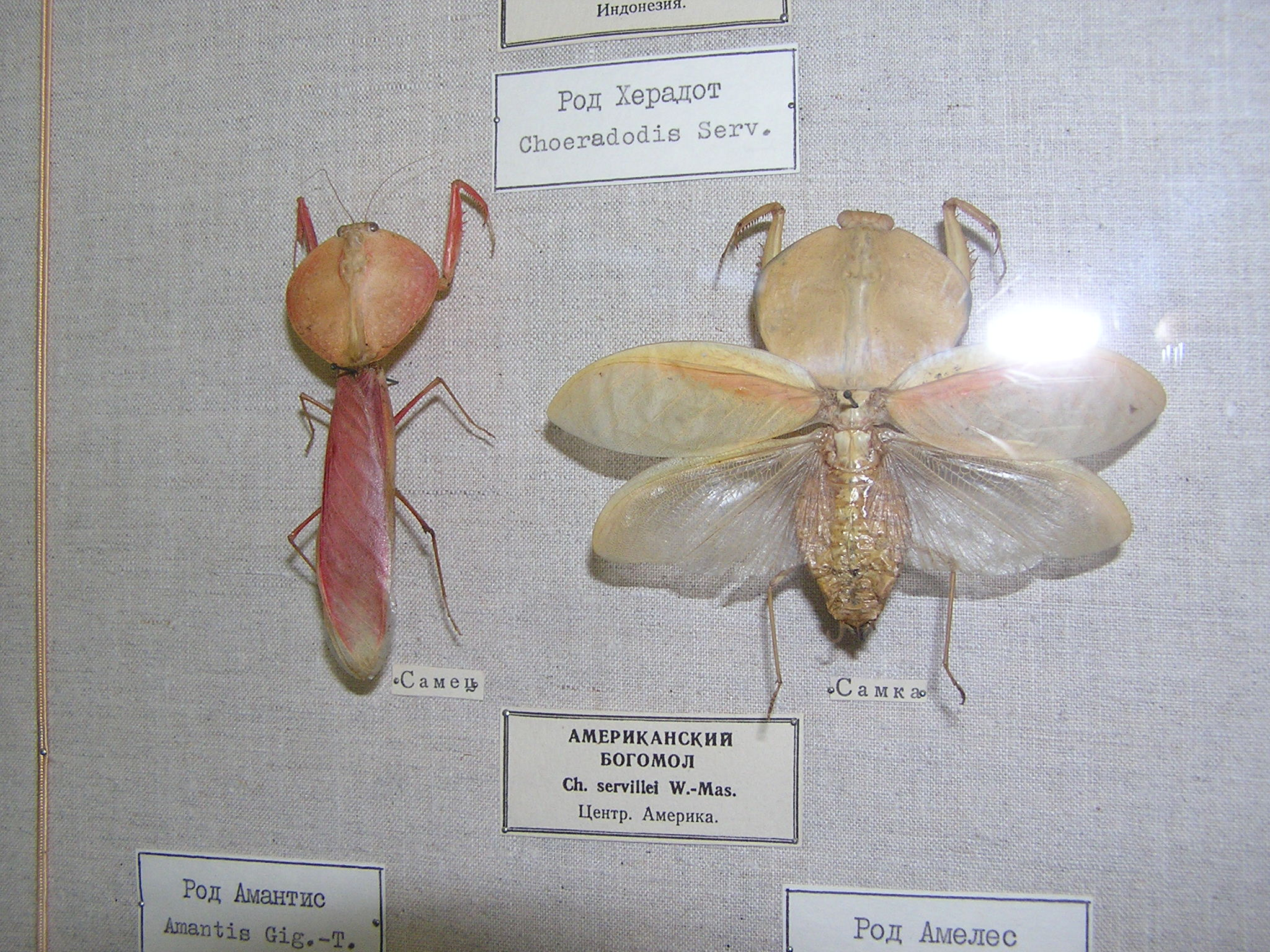
Ch. rhombicollis ♂ и ♀
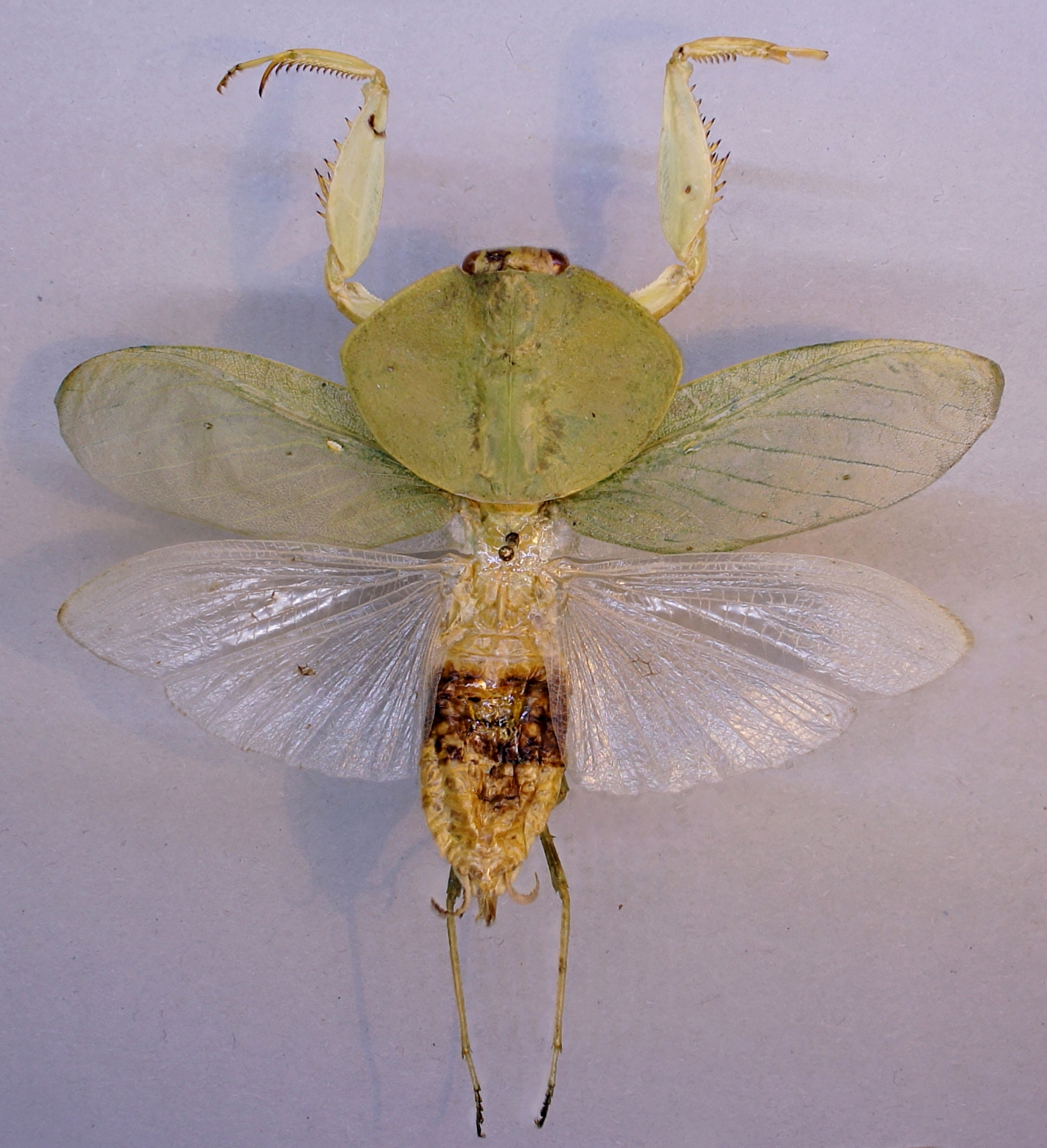
Ch. strumaria ♀
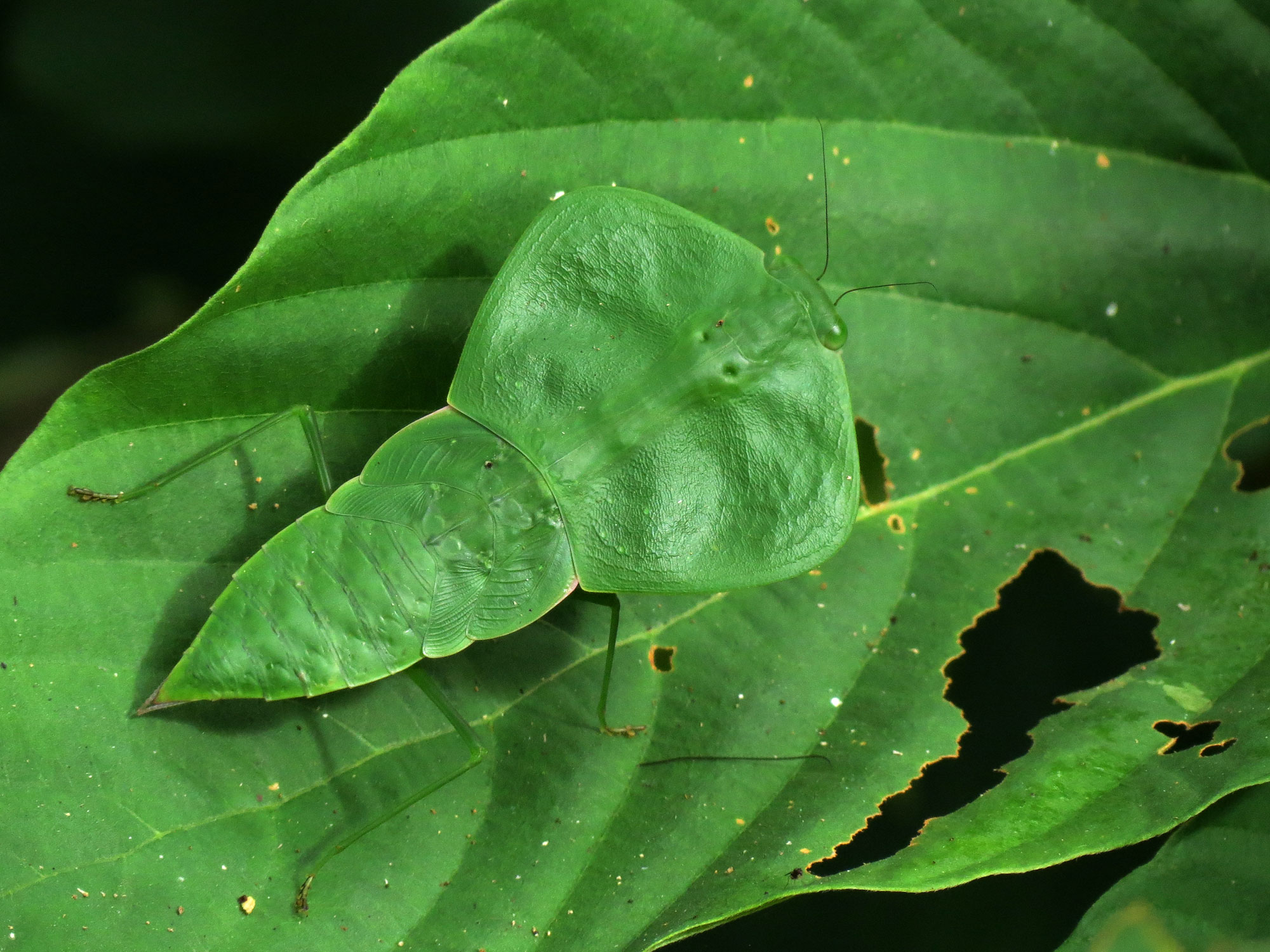
Личинка Choeradodis sp. (Панама)
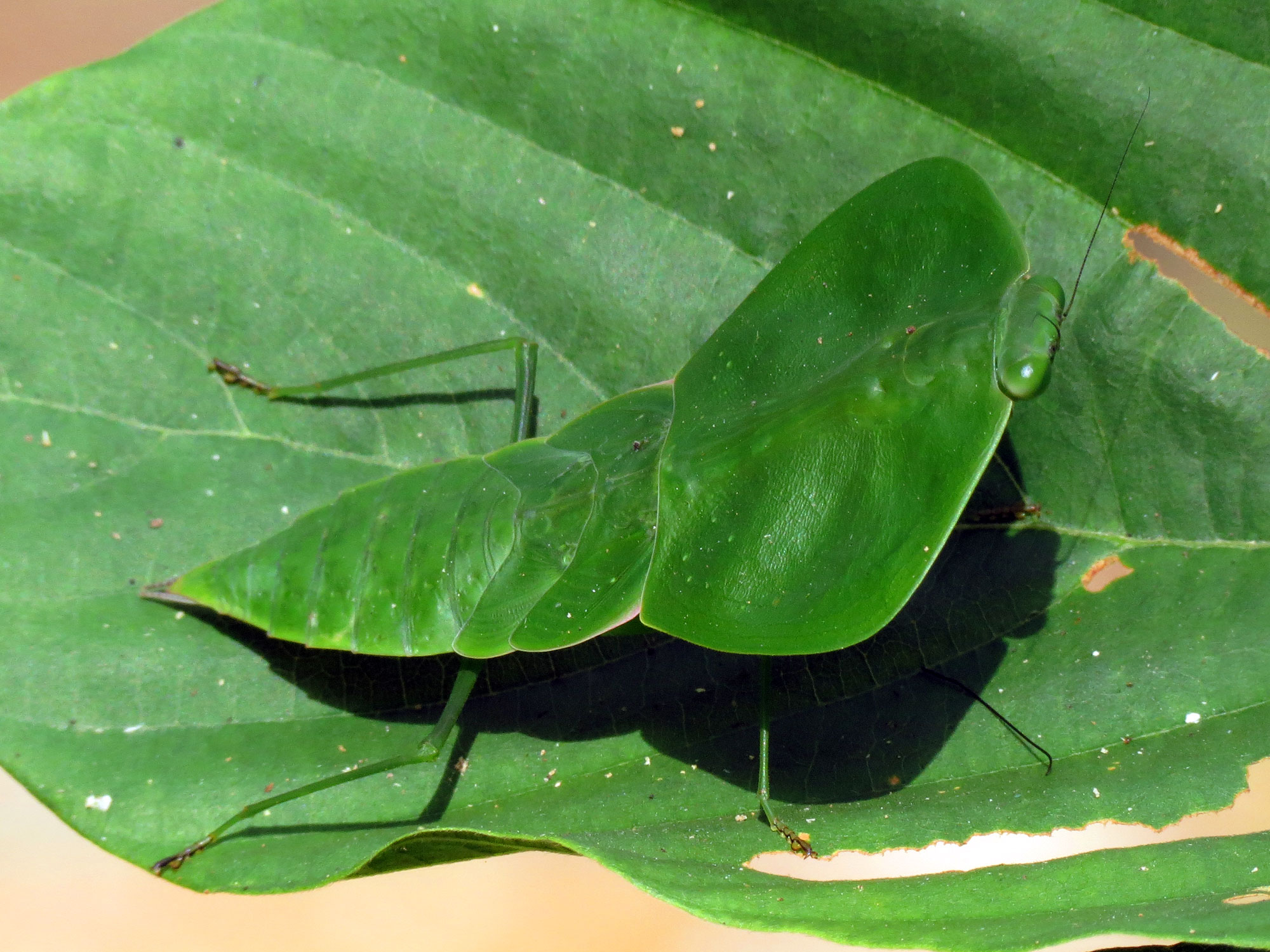